# Subedar Major
 (avril 2023).
Si vous disposez d'ouvrages ou d'articles de référence ou si vous connaissez des sites web de qualité traitant du thème abordé ici, merci de compléter l'article en donnant les références utiles à sa vérifiabilité et en les liant à la section « Notes et références ».
Subedar Major est le plus élevé des grades des officiers subalternes au sein des armées indiennes et Pakistanaises. Anciennement, dans l'armée des Indes britannique, ce grade était accordé par le Vice Roi.

Insigne de grade dans l'armée indienne.

Bien que ce soient des officiers dits commissionnés, ils n'en sont pas moins sous contrat et remplissent un rôle équivalent à celui des sous-officiers supérieurs au sein de la plupart des autres armées.
Un Subedar-major assiste le commandant de bataillon, de la même manière que le fait un sergent-major régimentaire au sein d'un régiment britannique.
Dans le règlement britannique, un Subedar-major porte l'insigne de grade d'un major, tradition qui a été perpétuée avec de petites évolutions après l'indépendance de l'Inde en 1947.
En Inde, il arbore le lion Ashoka à bandes rouge et or en bas. 
Quant au Pakistan, il porte l'étoile aux bandes rouge et verte.
Ces bandes distinguent les Subedar-majors des majors de carrière. Anciennement, dans l'armée britannique, cette distinction était faite par la race.
Dans la cavalerie, le grade équivalent est celui de Risaldar major.

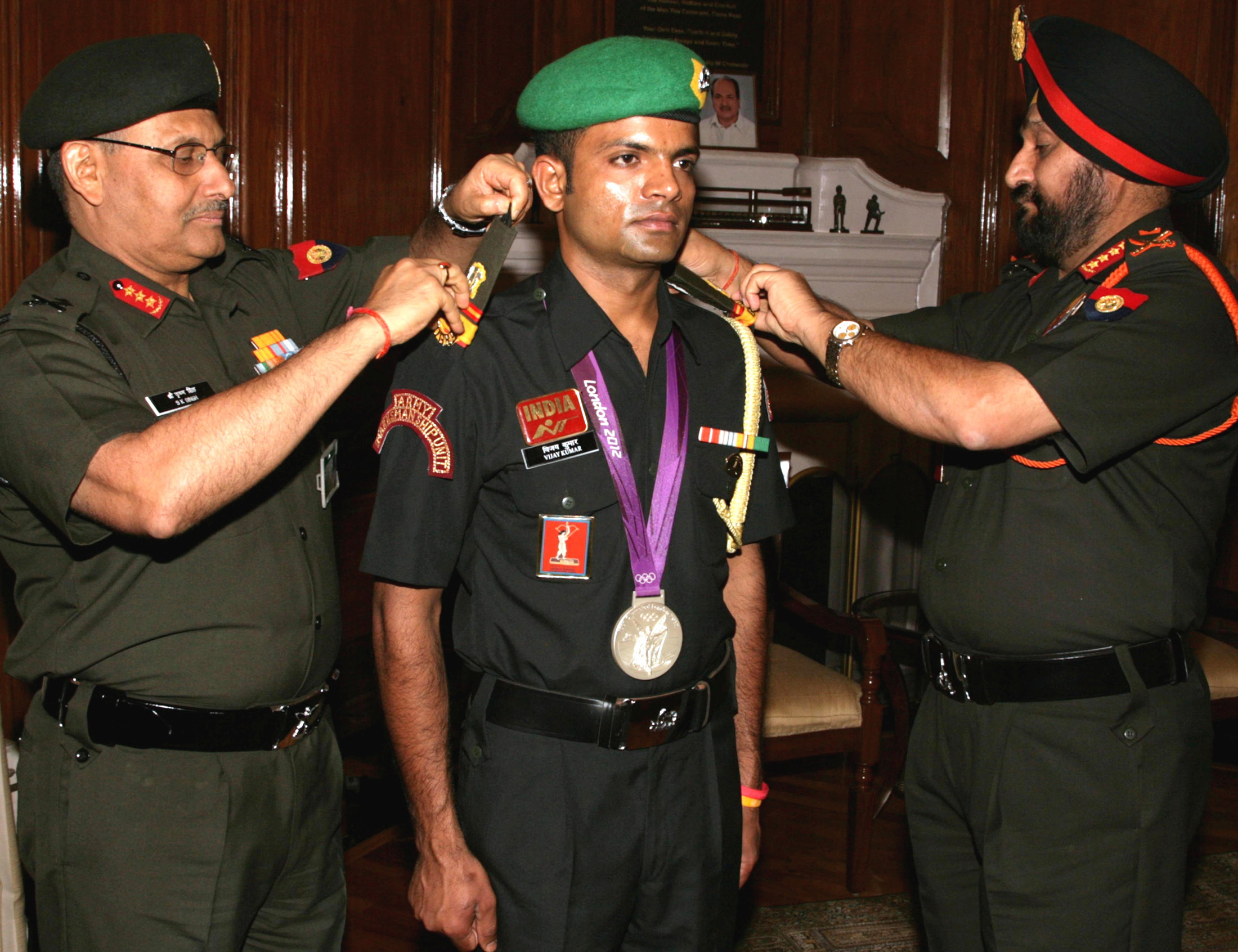
Remise des insignes de grade de Subedar Major à Vijay Kumar, médaillé olympique à Londres en 2012, par le chef d'état-major Bikram Singh.